# ماريا بيزيك
ماريا بيزيك ((بالبولندية: Maria Teresa Peszek)‏) هي مغنية وكاتبة غنائية وشاعرة وممثلة بولندية، ولدت في 9 سبتمبر 1973 في بولندا.

## أعمال

### أفلام
- (1993) قائمة شندلر[5][6][7]

### مسلسلات
- المشعوذ

## وصلات خارجية
- ماريا بيزيك على موقع IMDb (الإنجليزية)
- ماريا بيزيك على موقع ألو سيني (الفرنسية)
- ماريا بيزيك على موقع ميوزك برينز (الإنجليزية)
- ماريا بيزيك على موقع أول ميوزيك (الإنجليزية)
- ماريا بيزيك على موقع ديسكوغز (الإنجليزية)
- ماريا بيزيك على موقع قاعدة بيانات الفيلم (الإنجليزية)
- ماريا بيزيك على موقع كينوبويسك (الروسية)